# Quadrangular Twenty20 Series in Kanada in der Saison 2008/09
Die Quadrangular Twenty20 Series in Kanada der Saison 2008/09 (auch Al Barakah T20 Canada 2008/09) war ein Vier-Nationen-Turnier, das vom 10. bis zum 13. Oktober 2008 in Kanada im Twenty20 Cricket ausgetragen wurde. Bei dem zur internationalen Cricket-Saison 2008/09 gehörenden Turnier nahmen neben dem Gastgeber die Mannschaften aus Pakistan, Simbabwe und Sri Lanka teil. Im Finale konnte sich Sri Lanka mit 5 Wickets gegen Pakistan durchsetzen.

## Vorgeschichte
Für alle Mannschaften war es die erste Tour der Saison.

## Format
In einer Vorrunde spielte jede Mannschaft gegen jede einmal. Für einen Sieg gab es zwei, für ein Unentschieden oder No Result 1 Punkt. Die beiden Gruppenersten qualifizierten sich für das Finale und spielten dort um den Turniersieg.

## Stadion
Das folgende Stadion wurde für das Turnier als Austragungsort vorgesehen und am 14. Juni 2008 bekanntgegeben.
| Stadion                 | Stadt     | Kapazität | Spiele            |
| ----------------------- | --------- | --------- | ----------------- |
| Maple Leaf Cricket Club | King City |           | Vorrunde & Finale |

## Kaderlisten
Sri Lanka benannte seinen Kader am 17. September 2008, Pakistan am 7. Oktober 2008.
| ODI | ODI | ODI | ODI |
| Kanada | Pakistan | Simbabwe | Sri Lanka |
| --- | --- | --- | --- |
| - Sunil Dhaniram (K) - Abdool Samad (VK) - Harvir Baidwan - Umar Bhatti - Rizwan Cheema - Manoj David - Abzal Dean - Karun Jethi - Sandeep Jyoti - Eion Katchay - Mohammad Iqbal - Ashif Mulla (wk) - Henry Osinde - Balaji Rao | - Shoaib Malik (K) - Misbah-ul-Haq (VK) - Abdur Rauf - Anwar Ali - Fawad Alam - Kamran Akmal (wk) - Khalid Latif - Salman Butt - Shahid Afridi - Shoaib Akhtar - Shoaib Khan - Sohail Khan - Sohail Tanvir - Umar Gul - Younis Khan | - Prosper Utseya (K) - Regis Chakabva (wk) - Chamu Chibhabha - Elton Chigumbura - Graeme Cremer - Keith Dabengwa - Timycen Maruma - Hamilton Masakadza - Stuart Matsikenyeri - Chris Mpofu - Tawanda Mupariwa - Taurai Muzarabani - Ray Price - Tatenda Taibu (wk) - Cephas Zhuwao | - Mahela Jayawardene (K) - Dilhara Lokuhettige - Tillakaratne Dilshan (wk) - Dilhara Fernando - Sanath Jayasuriya - Thilina Kandamby - Chamara Kapugedera - Nuwan Kulasekara - Jeevantha Kulatunga - Farveez Maharoof - Ajantha Mendis - Jehan Mubarak - Thilan Thushara - Mahela Udawatte - Kaushalya Weeraratne |

## Spiele

### Vorrunde
Tabelle
| Teams     | Sp. | S | N | U | R | NR | BP | Punkte | NRR    |
| --------- | --- | - | - | - | - | -- | -- | ------ | ------ |
| Pakistan  | 3   | 3 | 0 | 0 | 0 | 0  | 0  | 6      | +0.828 |
| Sri Lanka | 3   | 2 | 1 | 0 | 0 | 0  | 0  | 4      | +0.315 |
| Simbabwe  | 3   | 1 | 2 | 0 | 0 | 0  | 0  | 2      | −0.295 |
| Kanada    | 3   | 0 | 3 | 0 | 0 | 0  | 0  | 0      | −0.833 |

Sieg: 2 Punkte; Remis: 1 Punkte
Spiele
| 10. Oktober Scorecard | King City | Simbabwe 106-8 (17/17)          | – | Sri Lanka 107-5 (16/17) |
|                       |           | Sri Lanka gewinnt mit 5 Wickets |   |                         |

| 10. Oktober Scorecard | King City | Pakistan 137-7 (20)          | – | Kanada 102-9 (20) |
|                       |           | Pakistan gewinnt mit 35 Runs |   |                   |

| 11. Oktober Scorecard | King City | Kanada 135-7 (20) / 1                       | – | Simbabwe 135-9 (20) / 3 |
|                       |           | Unentschieden, Simbabwe gewinnt im Bowl-Out |   |                         |

| 11. Oktober Scorecard | King City | Sri Lanka 137-9 (20)           | – | Pakistan 141-7 (19.5) |
|                       |           | Pakistan gewinnt mit 3 Wickets |   |                       |

| 12. Oktober Scorecard | King City | Simbabwe 107-8 (20)            | – | Pakistan 110-3 (19) |
|                       |           | Pakistan gewinnt mit 7 Wickets |   |                     |

| 12. Oktober Scorecard | King City | Sri Lanka 153-7 (20)          | – | Kanada 138 (20) |
|                       |           | Sri Lanka gewinnt mit 15 Runs |   |                 |

### Spiel um den 3. Platz
| 13. Oktober Scorecard | King City | Simbabwe 184-5 (20)           | – | Kanada 75 (19.2) |
|                       |           | Simbabwe gewinnt mit 109 Runs |   |                  |

### Finale
| 13. Oktober Scorecard | King City | Pakistan 132-7 (20)             | – | Sri Lanka 133-5 (19) |
|                       |           | Sri Lanka gewinnt mit 5 Wickets |   |                      |

Sri Lanka wurde aufgrund zu langsamer Spielweise mit einer Geldstrafe belegt.